# Fils de l'orage
Pour plus de détails, voir Fiche technique et Distribution.
Fils de l'orage (titre original : Wings of the Storm) est un film dramatique américain de 1926  réalisé par John G. Blystone et écrit par Elizabeth Pickett Chevalier, Gordon Rigby et Dorothy Yost. Le film sort en novembre 1926 par Fox Film Corporation.

## Fiche technique
- Réalisation : John G. Blystone
- Scénario : Gordon Rigby et Dorothy Yost, d'après une histoire de Lawrence W. Pedrose
- Production : Fox Film Corporation
- Date de sortie : novembre 1926

## Distribution
- Thunder the Marvel : le chien
- Virginia Brown Faire : Anita Baker
- Reed Howes : Allen Gregory
- William Russell : Bill Martin
- Hank Mann : Red Jones